# Stauchitz
Stauchitz é um município da Alemanha, situado no distrito de Meißen, no estado da Saxônia. Tem 33,05 km² de área, e sua população em 2019 foi estimada em 3.093 habitantes.